# Uluch
Uluch es un poblado, hoy desaparecido, del municipio de Mérida en el estado de Yucatán localizado en el sureste de México.

## Toponima
El nombre (Uluch) es una palabra en idioma maya.

## Localización
Uluch se encuentra al norte de la población de Cosgaya y al sur-oriente de una desviación que conduce a Kikteil. Al igual que ocurrió con otras poblaciones, al finalizar el auge henequenero, la población fue abandonada.

## Las haciendas en Yucatán
Las haciendas en Yucatán fueron organizaciones agrarias que surgieron a finales del siglo XVII y en el curso del siglo XVIII a diferencia de lo que ocurrió en el resto de México y en casi toda la América hispana, en que estas fincas se establecieron casi inmediatamente después de la conquista y durante el siglo XVII. En Yucatán, por razones geográficas, ecológicas y económicas, particularmente la calidad del suelo y la falta de agua para regar, tuvieron una aparición tardía.
Una de las regiones de Yucatán en donde se establecieron primero haciendas maiceras y después henequeneras, fue la colindante y cercana con Mérida. A lo largo de los caminos principales como en el "camino real" entre Campeche y Mérida, también se ubicaron estas unidades productivas. Fue el caso de los latifundios de Yaxcopoil, Xtepén, Uayalceh, Temozón, Itzincab y San Antonio Sodzil.
Ya en el siglo XIX, durante y después la llamada Guerra de Castas, se establecieron las haciendas henequeneras en una escala más amplia en todo Yucatán, particularmente en la región centro norte, cuyas tierras tienen vocación para el cultivo del henequén.
En el caso de Uluch, al igual que la mayoría de las otras poblaciones, dejaron de serlo, con peones para el cultivo de henequén, para convertirse en un ejido, es decir, en una unidad colectiva autónoma, con derecho comunitario de propiedad de la tierra, a partir del año 1937, después de los decretos que establecieron la reforma agraria en Yucatán, promulgados por el presidente Lázaro Cárdenas del Río. La localidad actualmente se encuentra abandonada.

## Otros puntos de importancia
Existe un yacimiento arqueológico cerca de la población.

## Galería

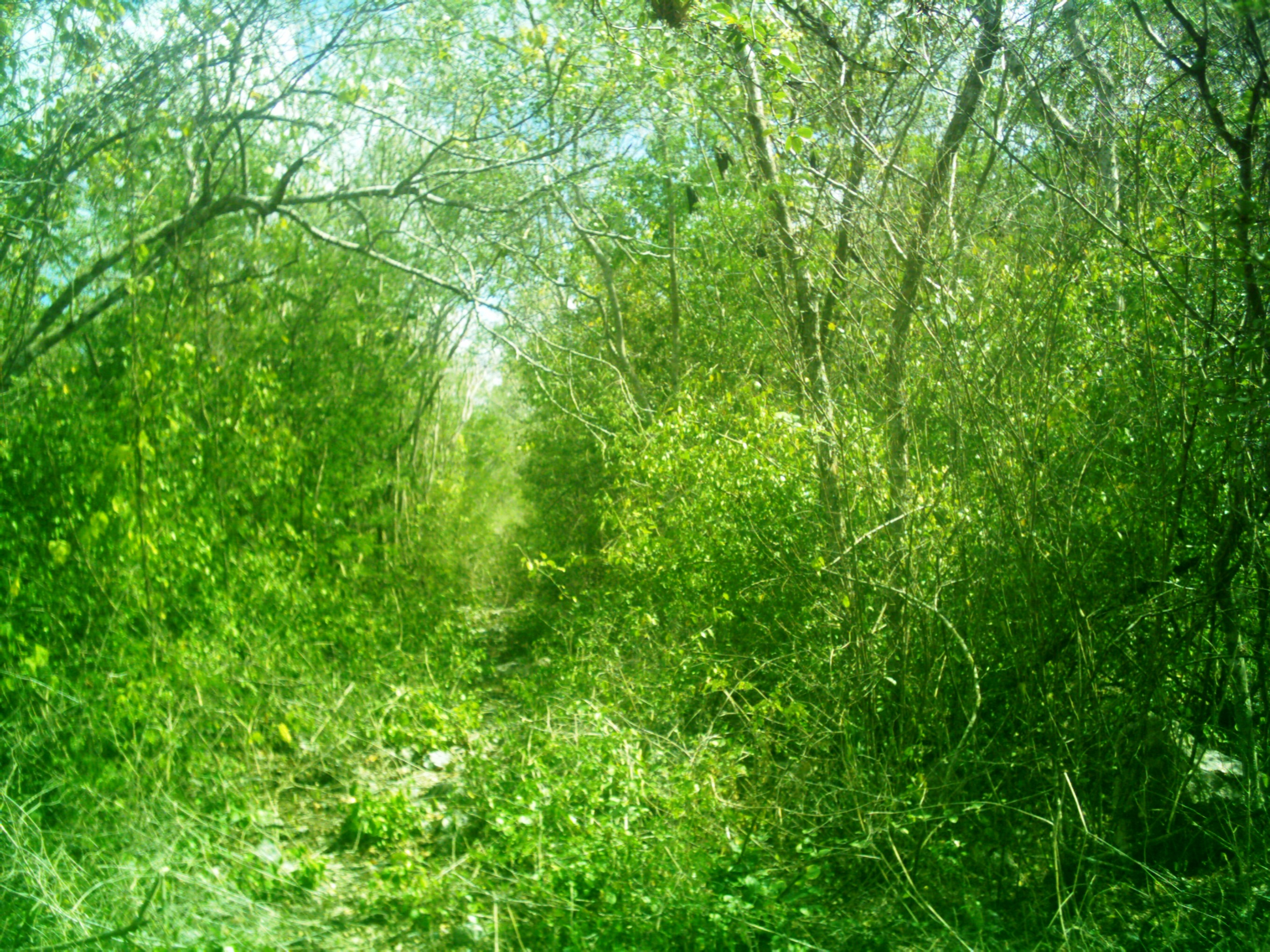
Capilla de Uluch.
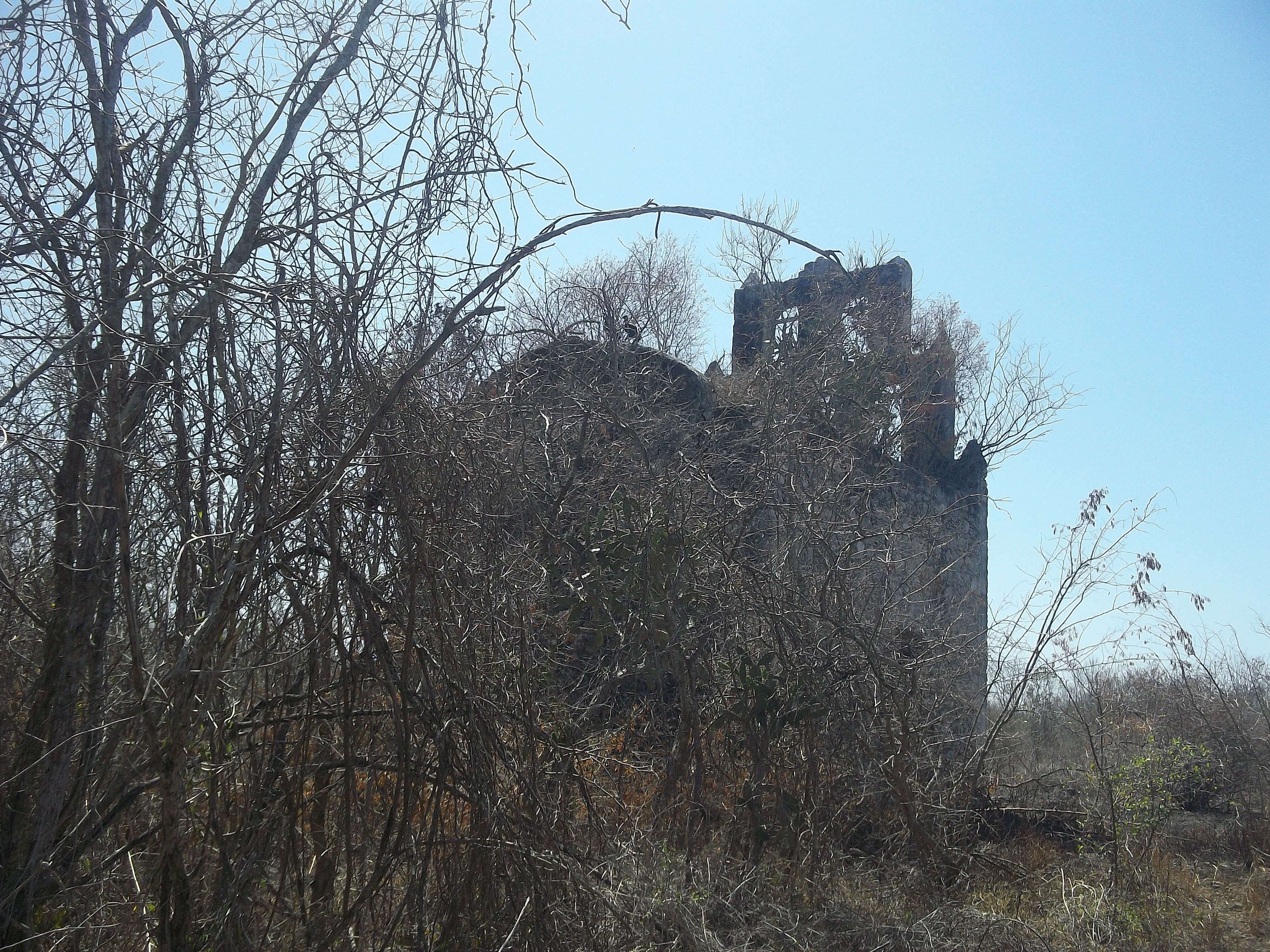
Capilla de Uluch.
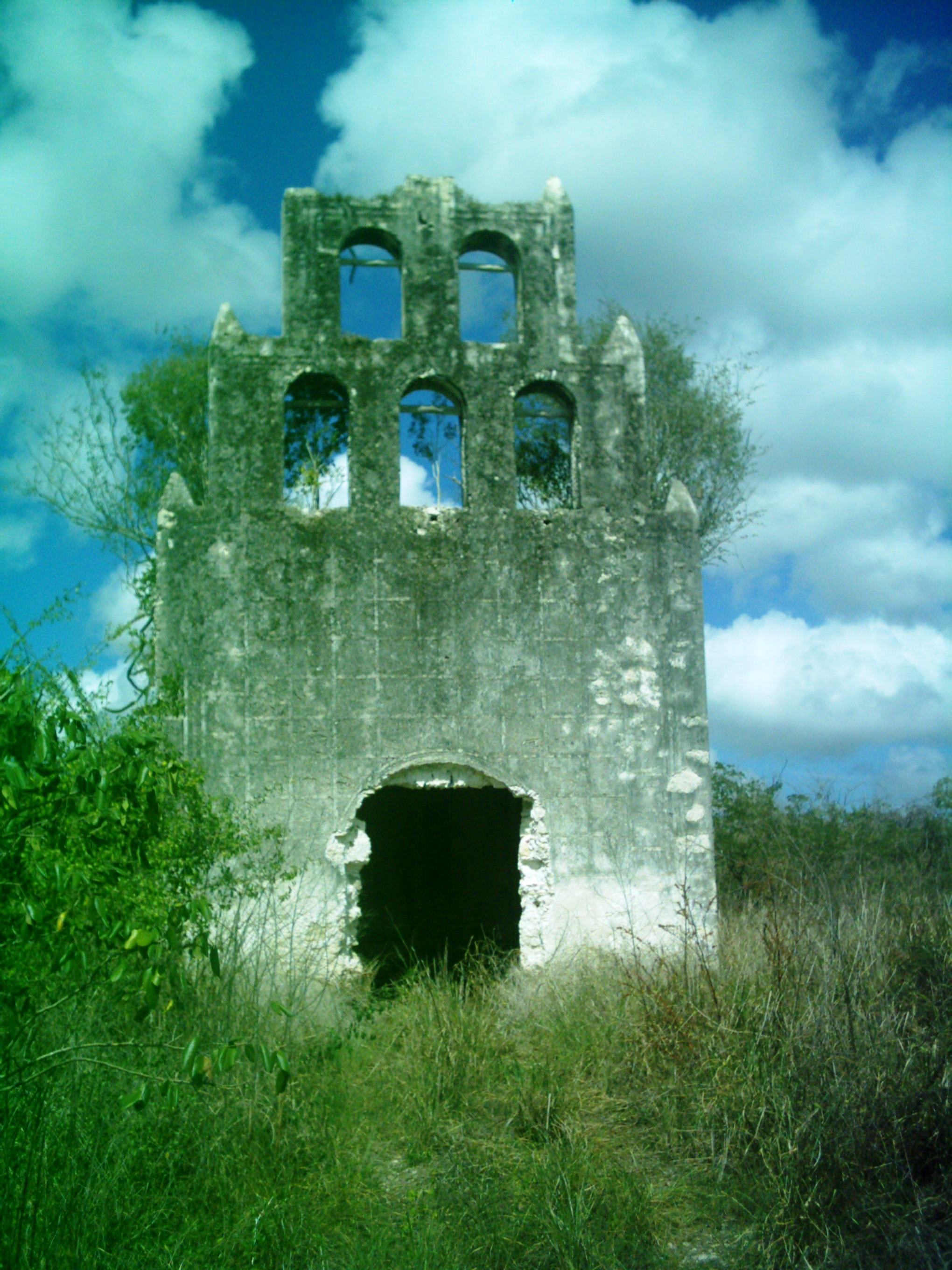
Capilla de Uluch.
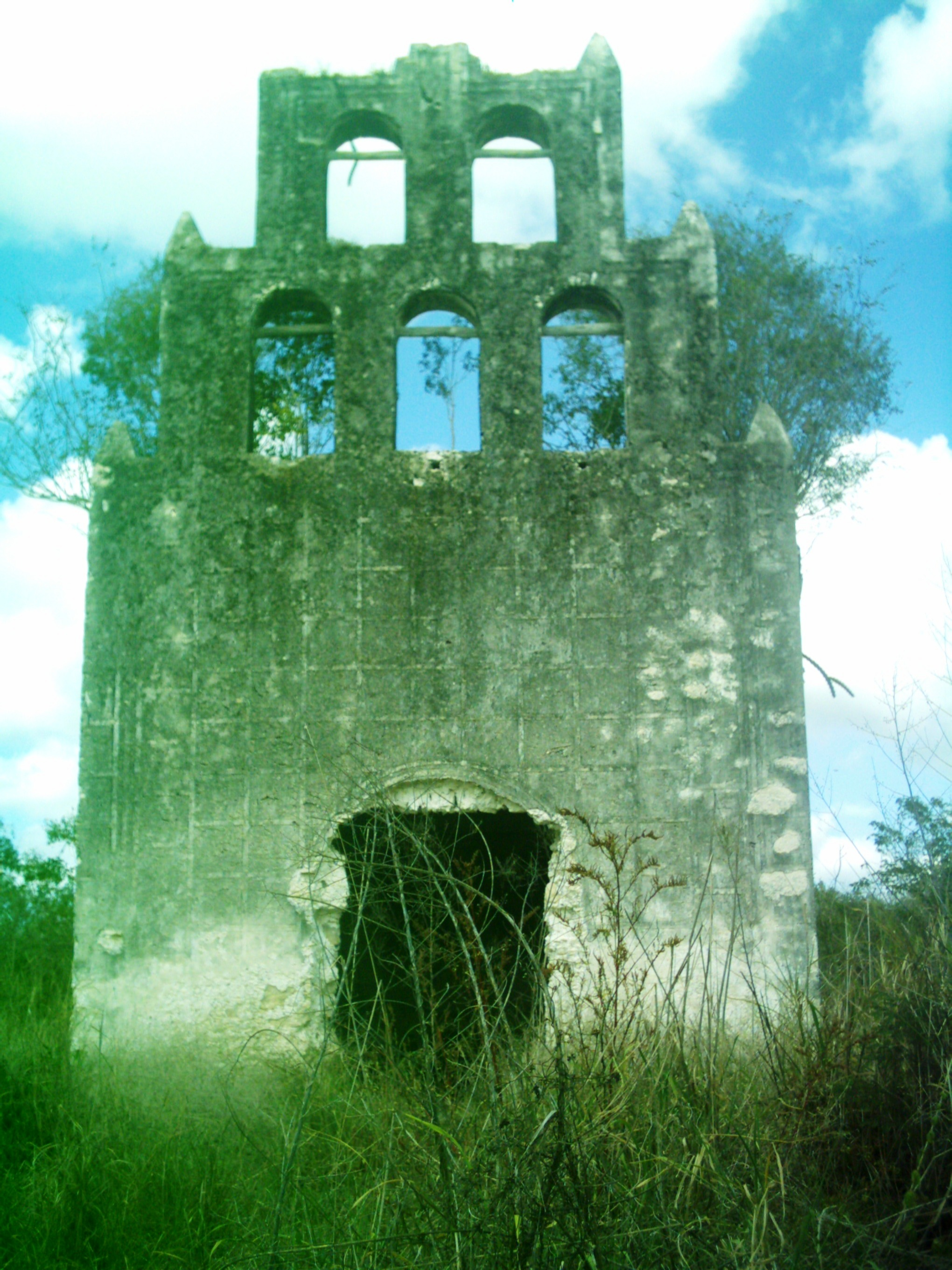
Capilla de Uluch.
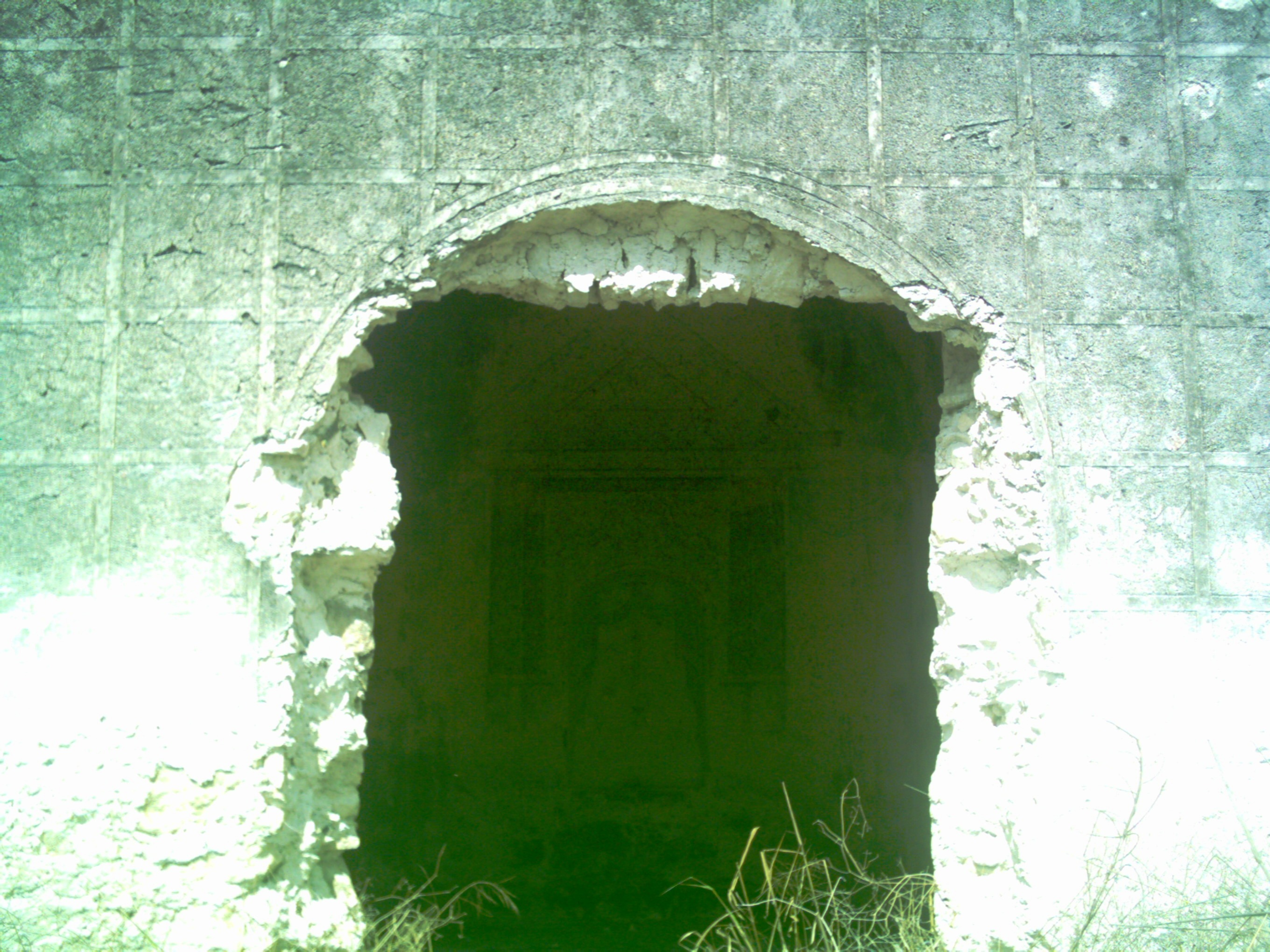
Capilla de Uluch.
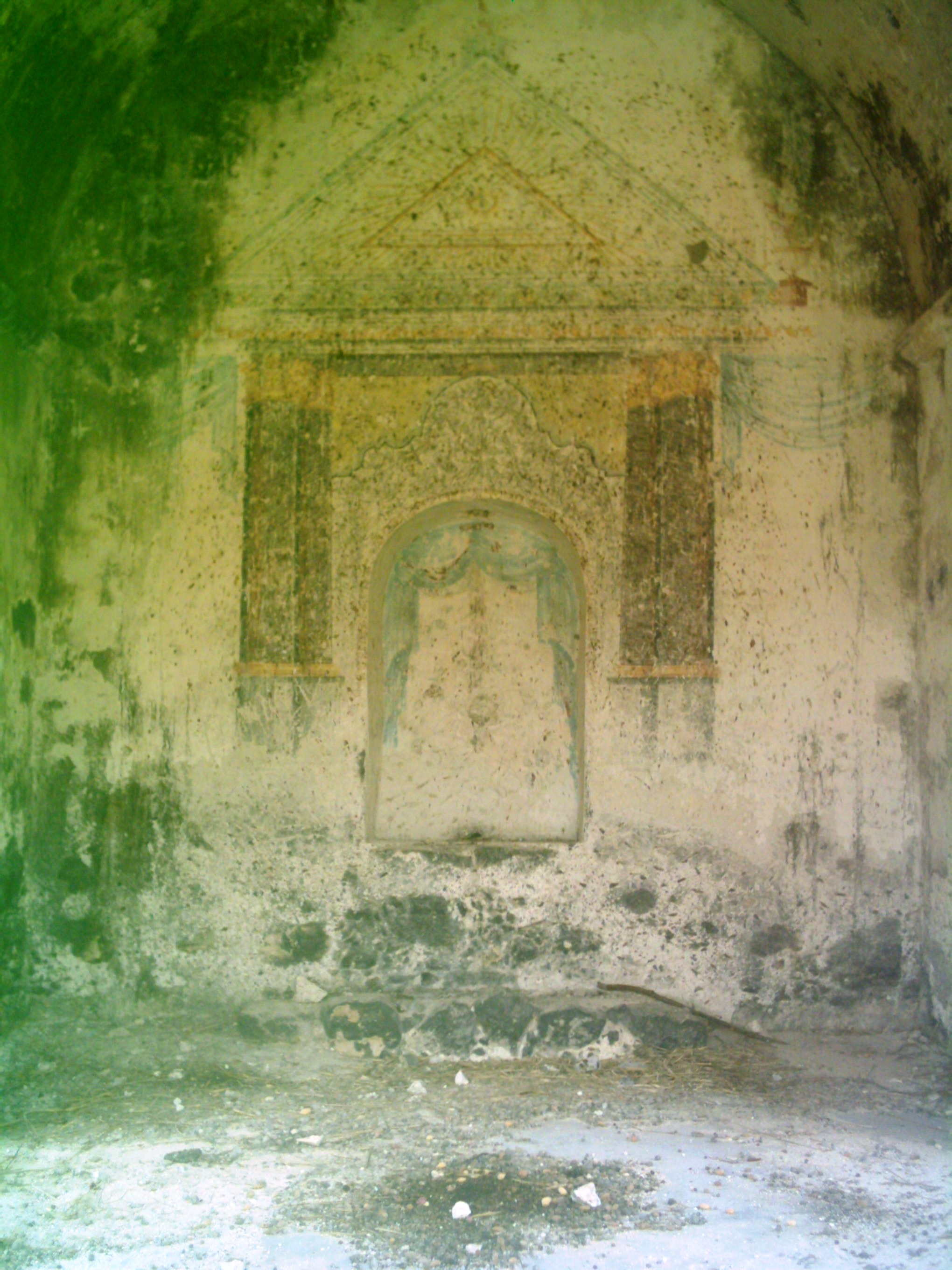
Capilla de Uluch.
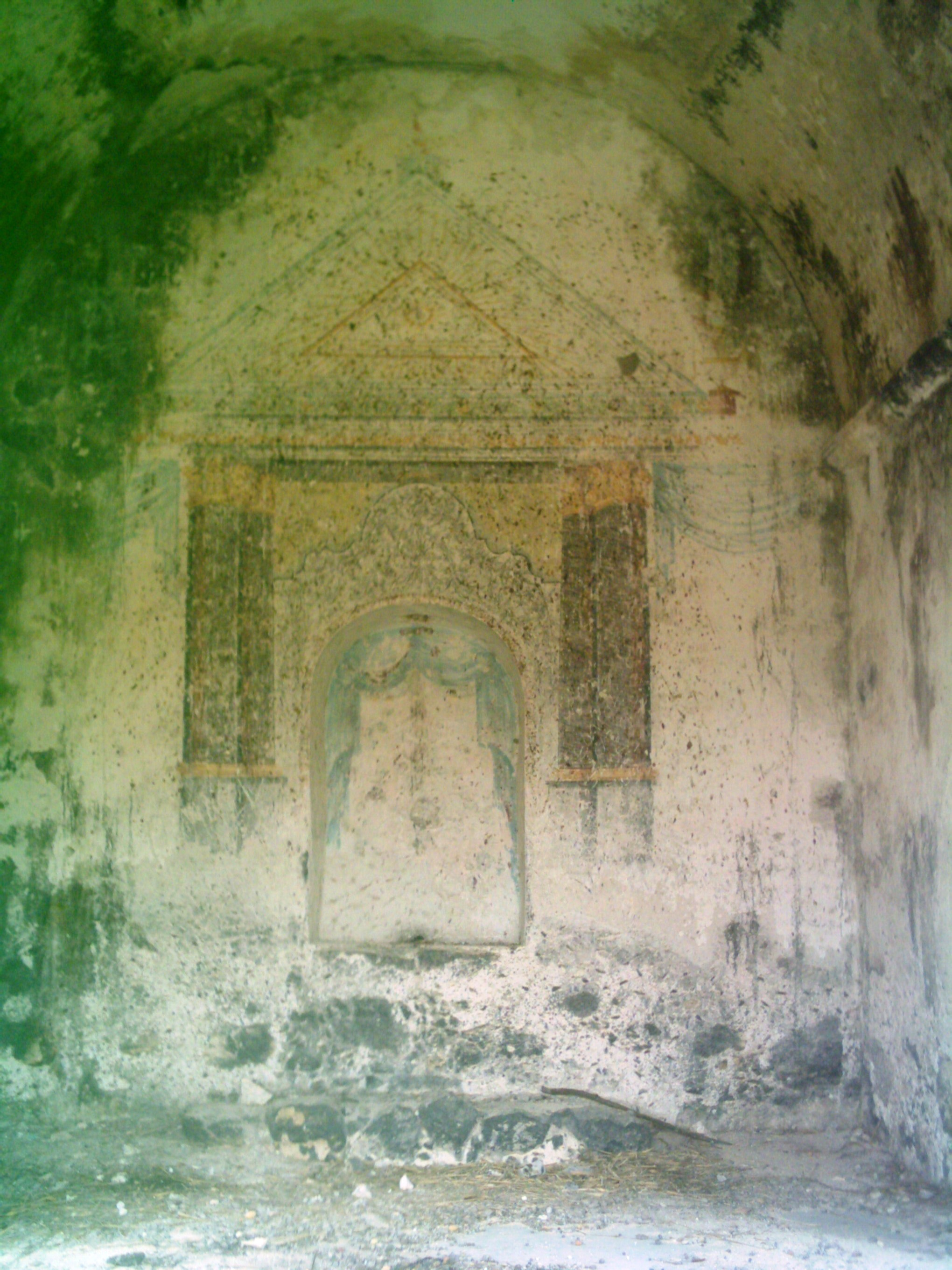
Capilla de Uluch.
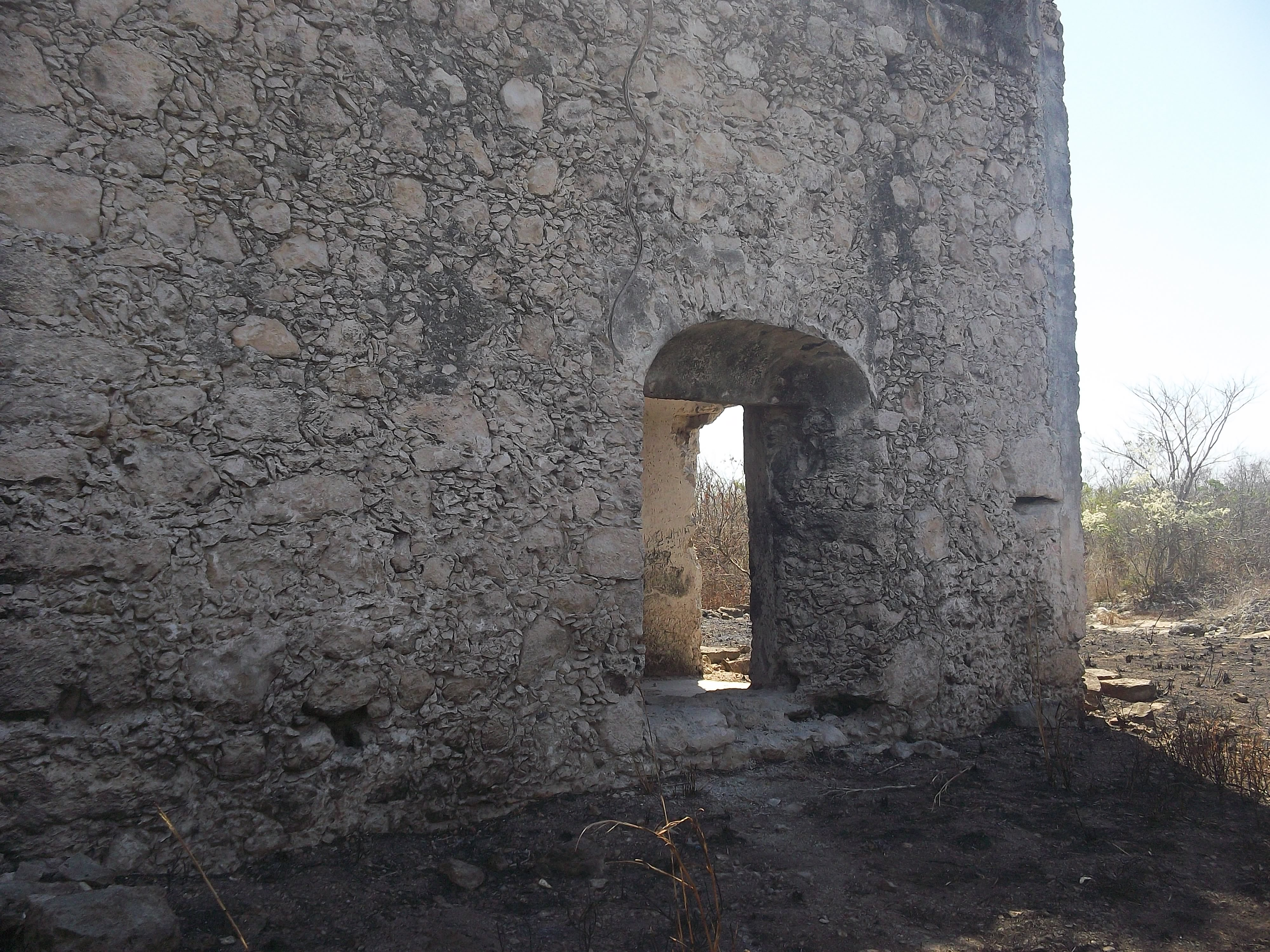
Capilla de Uluch.
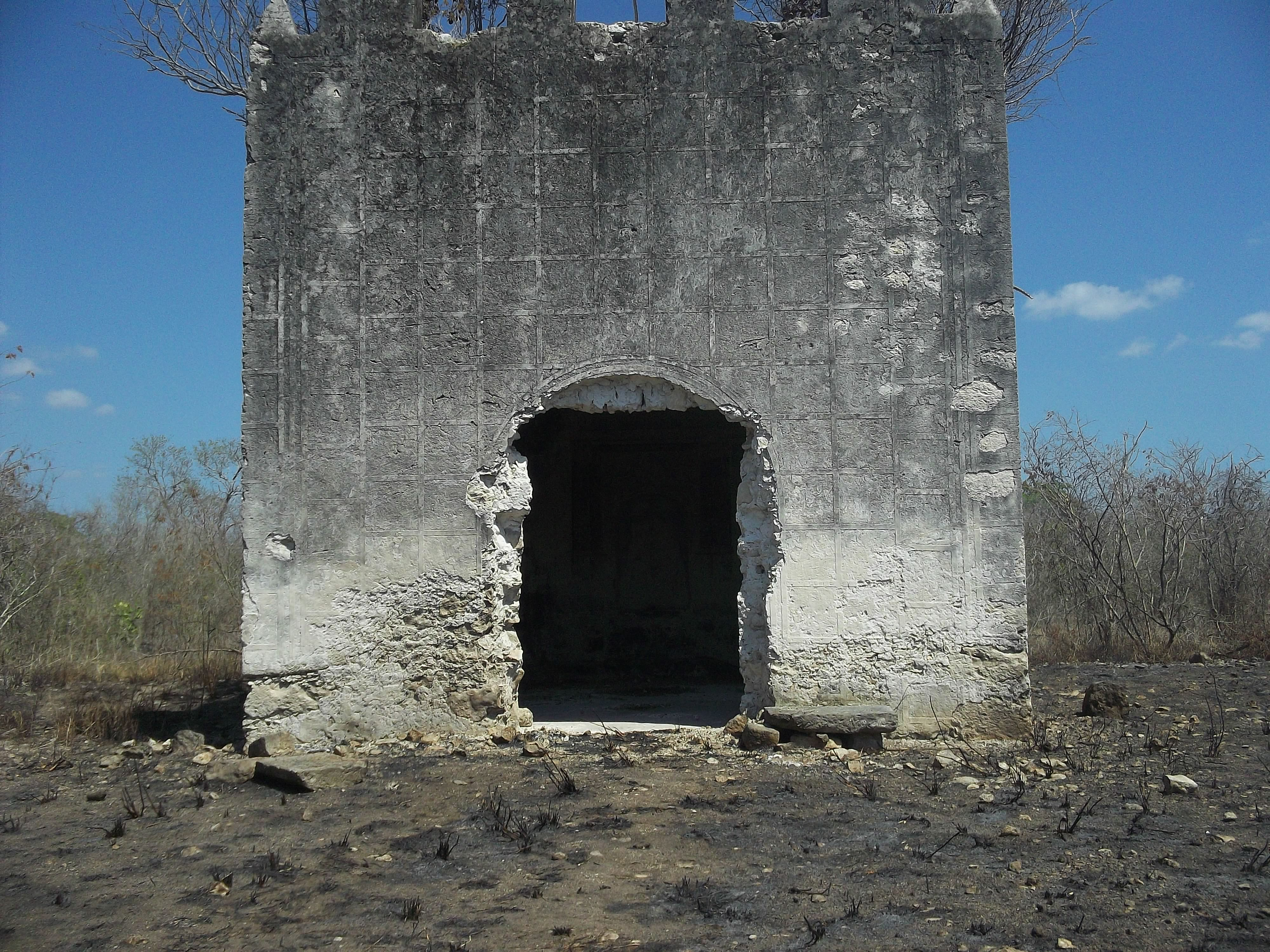
Capilla de Uluch.
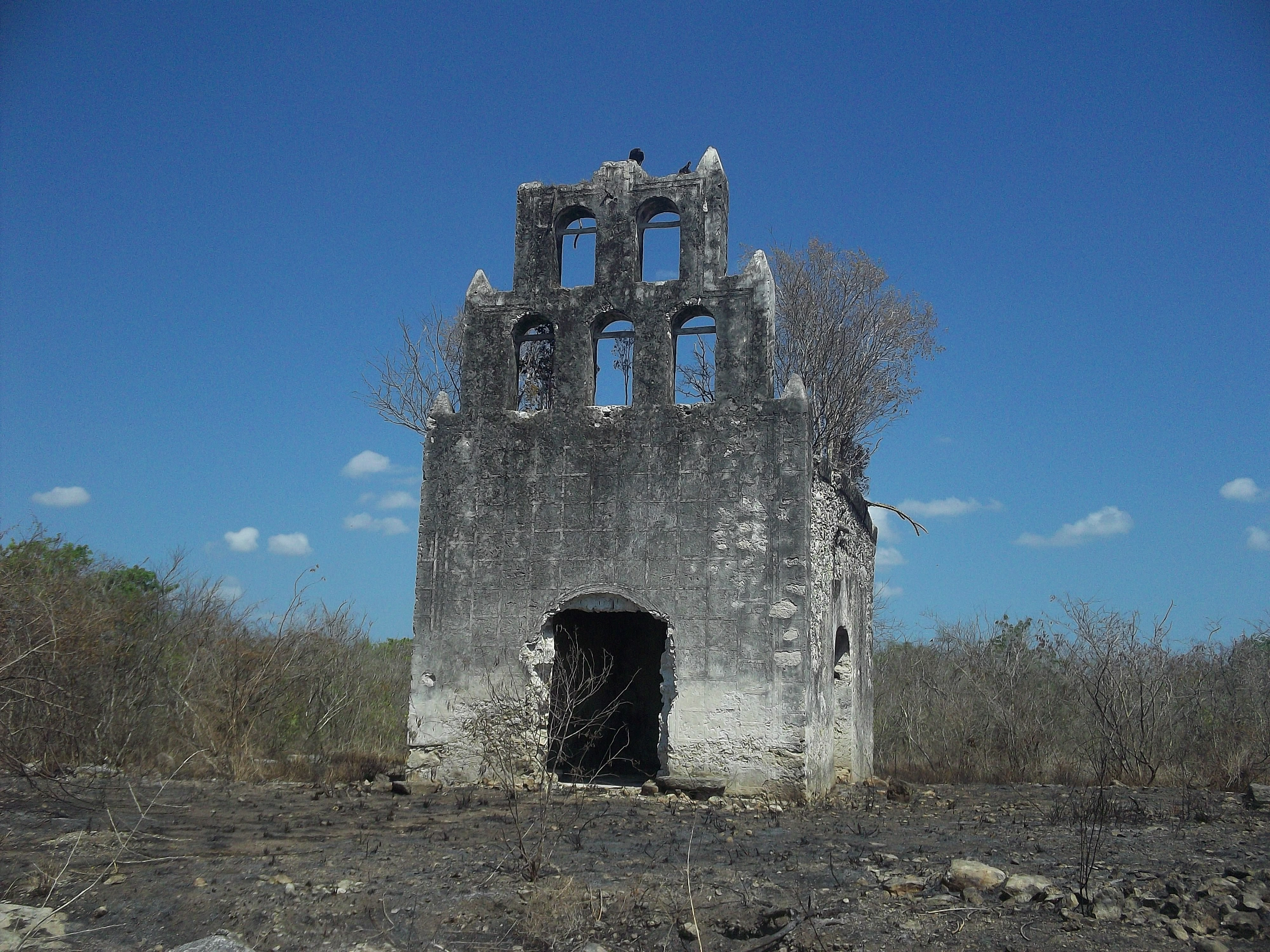
Capilla de Uluch.
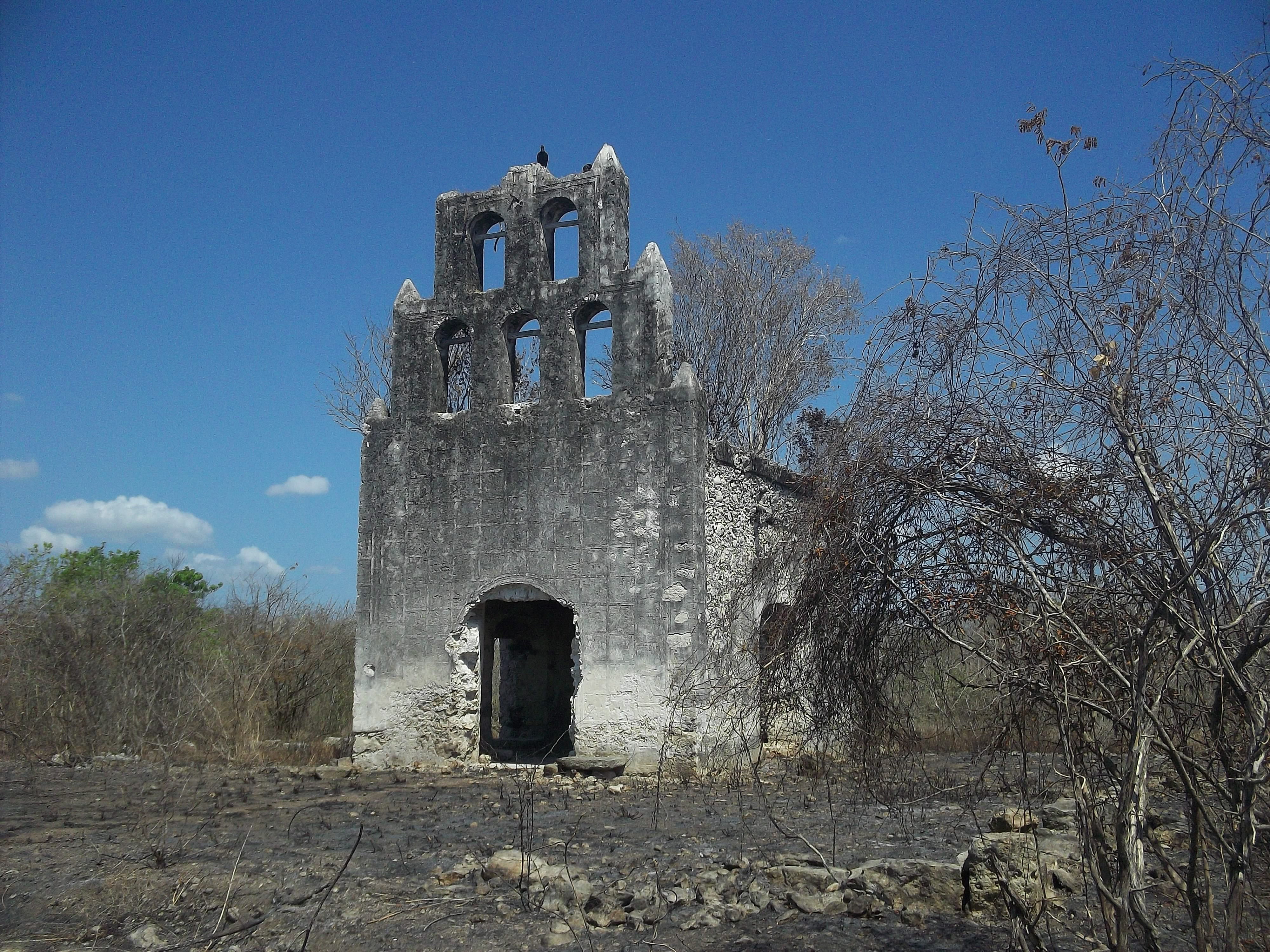
Capilla de Uluch.
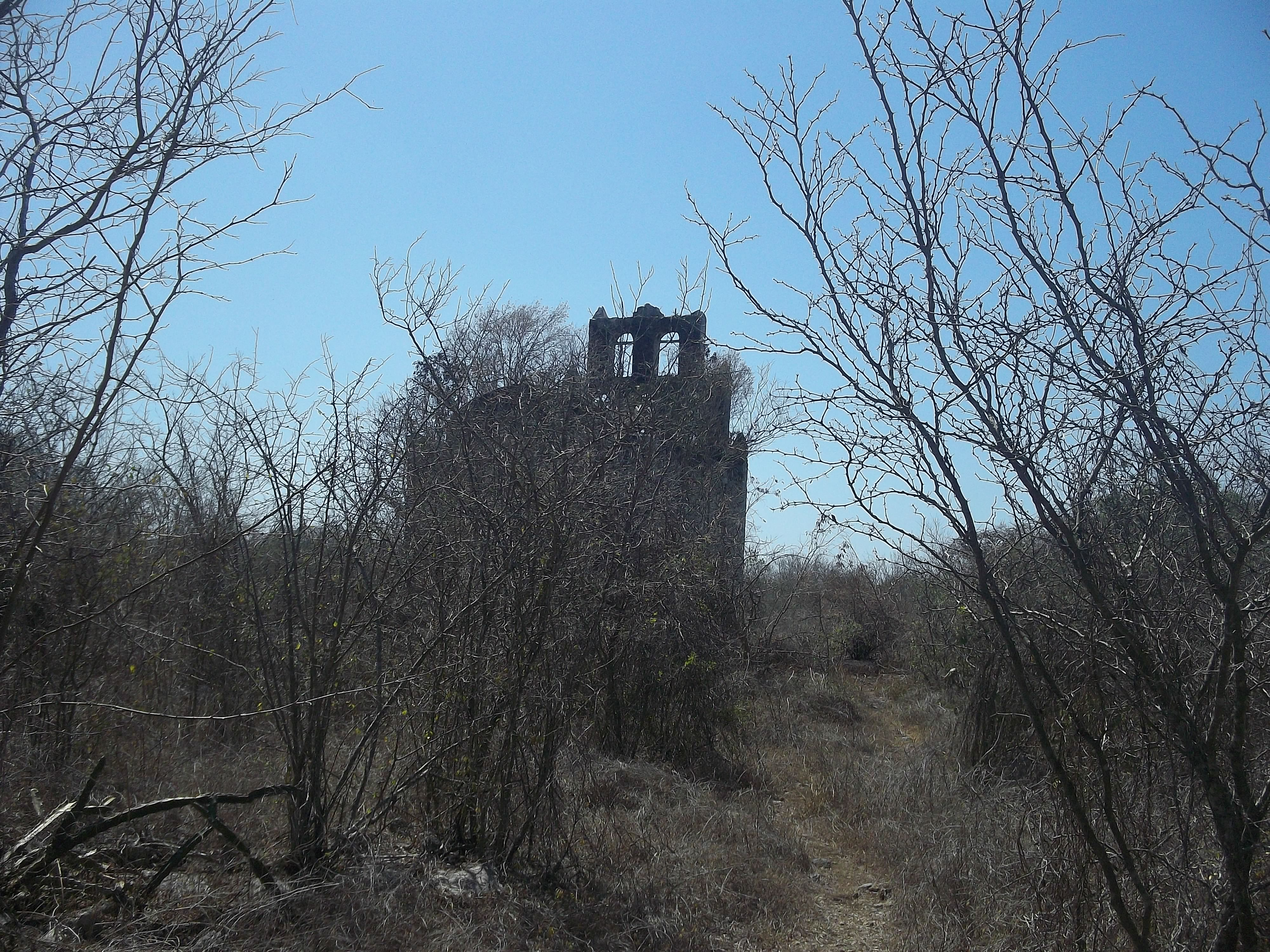
Capilla de Uluch.
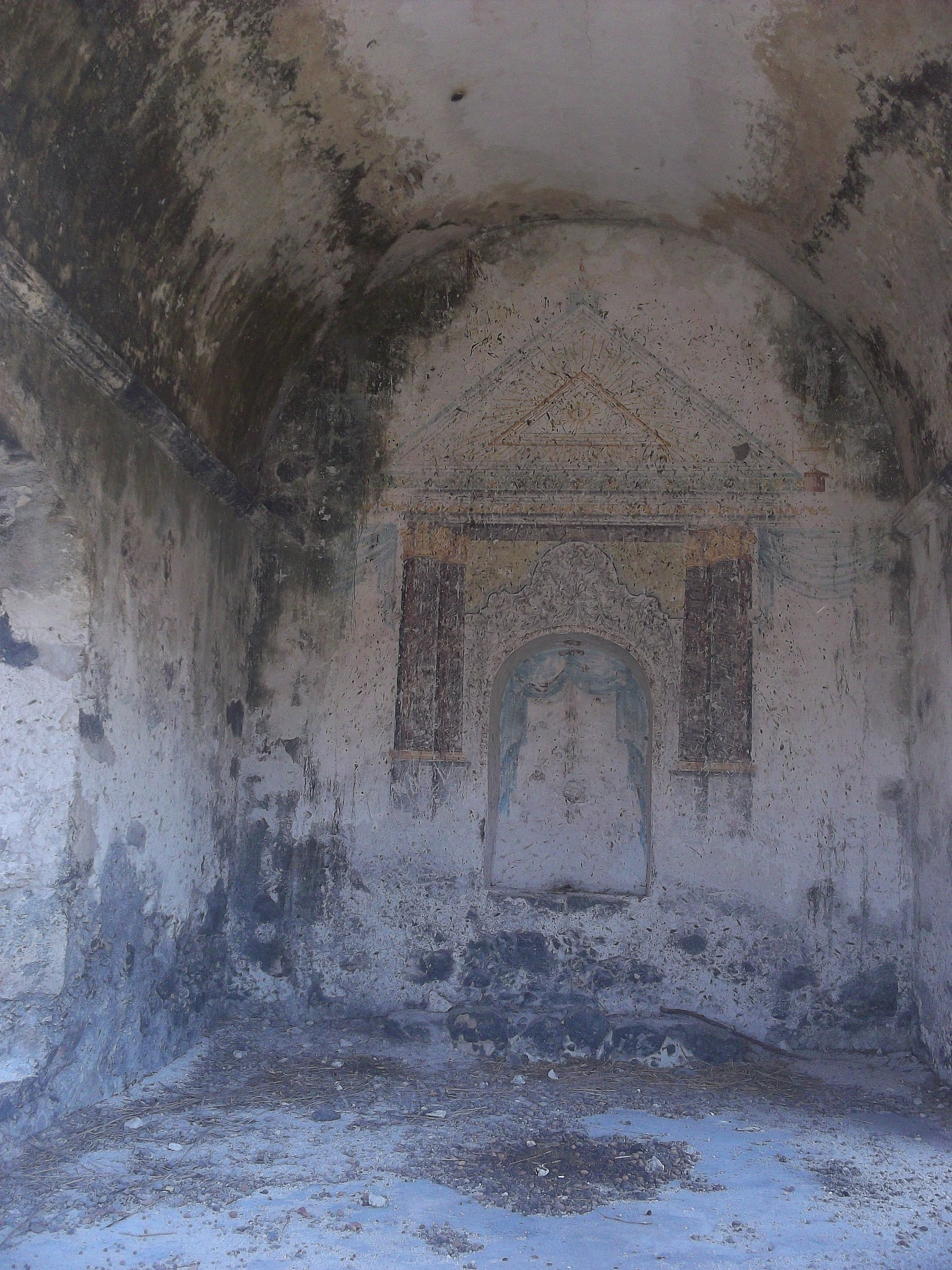
Capilla de Uluch.
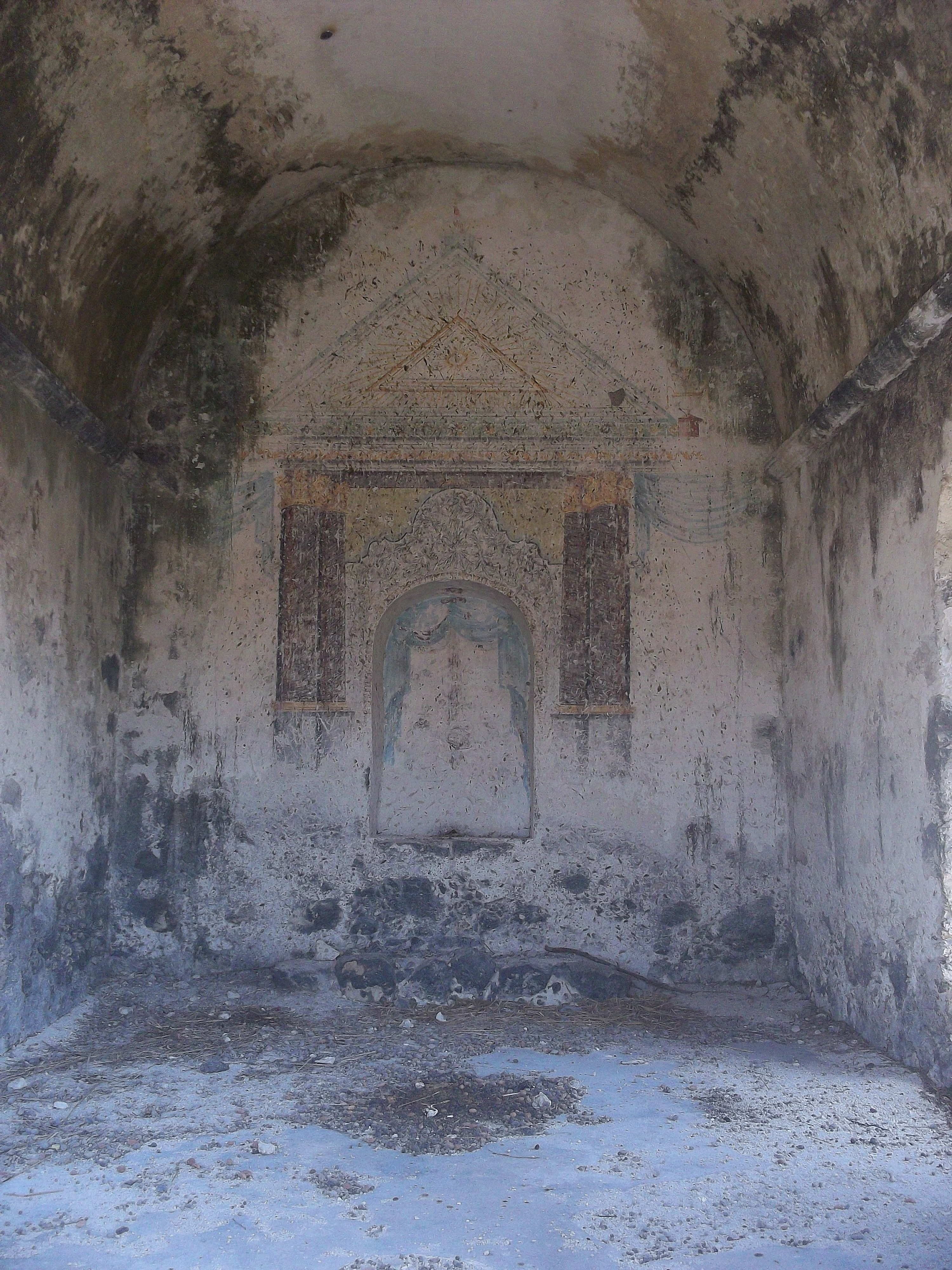
Capilla de Uluch.
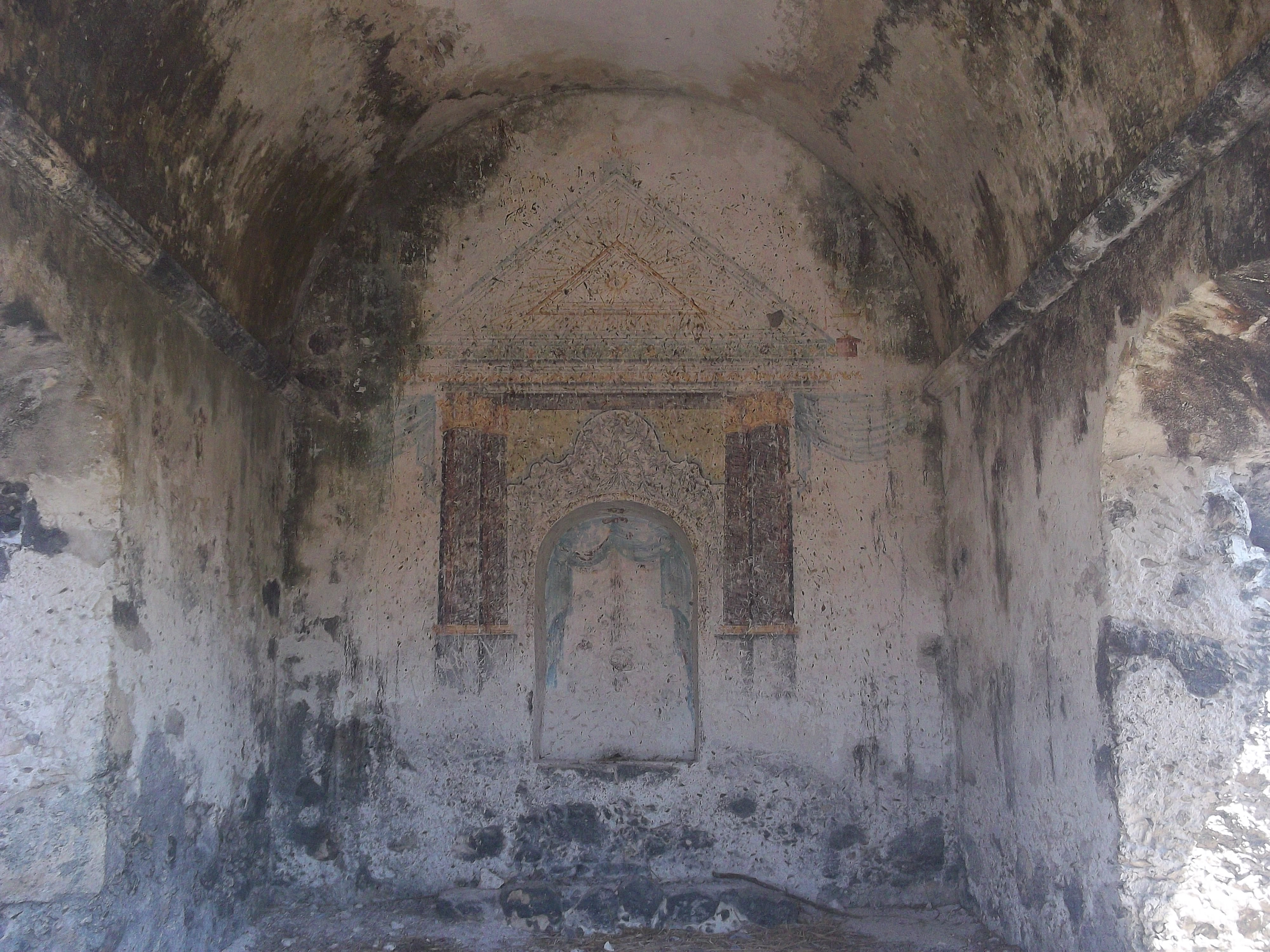
Capilla de Uluch.